# アルメニア共和国軍
アルメニア共和国軍（アルメニアきょうわこくぐん、アルメニア語: Հայաստանի զինված ուժեր、英: Armed Forces of Armenia）は、アルメニア共和国の国軍。ソビエト連邦時代のアルメニア・ソビエト社会主義共和国内務省の武装組織が母体となり、旧ソ連軍のザカフカーズ軍管区の装備の一部を継承して現在に至る。
2002年初め現在、アルメニア共和国軍の総数は、6万人（陸軍が5万2千人、残りが空軍）に達する。2003年度軍事予算は8,200万ドルであり、これはGDPの4％以上に達し、CIS諸国中で最高の指標である。

## 歴史

### ソ連末期
アルメニア共和国軍の創設は、1990年代初め、ソ連崩壊以前に始まっていた。1989年 - 1990年、アゼルバイジャンとの国境とナゴルノ・カラバフ自治州における不法軍事活動を懸念した議会議長レヴォン・テル＝ペトロシャン（後の初代大統領）と首相ワズゲン・マヌキャンは、状況を統制する一連の措置に着手した。1990年、これらの措置の1つとして、400人から成るアルメニア内務省特殊連隊が編成された。並行して、アゼルバイジャンとの国境では、6 - 8個大隊の義勇兵が戦闘行動に従事していた。
当時、アルメニア政府の下に特別国防委員会が設置された。議会代議員ワガン・シルハニャンが議長となり、ワガルシャク・アルチュニャン大佐（1999年 - 2000年、国防相）が副議長となった。委員会は、国内軍連隊、特別任務民警支隊（OMON）など、内務省の全部隊を統制し、沿国境地帯とナゴルノ・カラバフでの戦闘行動を保障した。

### 共和国軍の建軍
ソビエト連邦の崩壊後、独立したアルメニアでは国防省が設置され、元議会国防・安全保障委員会委員長ヴァズゲン・サルキシャンが国防相となった。アルメニアは、独立国家共同体（CIS）及びロシア連邦との交渉において、1992年夏、アルメニア領内に駐屯していた3個自動車化狙撃師団の内、2個（第15及び第164師団）の装備を譲渡された。当時、アルメニアには、旧ソ連のカフカース諸国と同様に、欧州通常戦力条約の枠内で制限が課され、戦車220両以下、戦闘装甲車両220両以下、火砲150門以下、軍用機100機以下、多目的戦闘ヘリ50機以下の保有が許可された。
1992年夏のナゴルノ・カラバフにおける敗北後、サルキシャン国防相は辞職し、同年秋、元首相ワズゲン・マヌキャンが国防相となった。マヌキャンの指導下において、アルメニア軍の建設は本格的なものとなった。特にアルメニア軍の軍事ドクトリンの基盤したのは、1992年 - 1995年国防第一次官及び参謀総長のポストを断続的に占めた元ソ連軍陸軍参謀次長ノラト・テル＝グリゴリャン中将であった。

### 軍の改革
1992年 - 1993年前後、独立自動車化狙撃旅団が創設され、契約制（志願制）においてのみ充足された。その編成下には、不法に存在していた各種領域防衛部隊が編入された。職業制部隊の創設後、アルメニア軍指導部は、未教育の新兵及び編成中の部隊の戦闘行動での使用を最小限にした。この全ては、国内状況を安定化させた。1993年春から今日まで、召集計画は定期的に遂行されている。
テル＝グリゴリャンは、アルメニアの小さな国土を考慮して、旧ソ連軍で採用されていた国境線から領土全縦深への多段階順次展開システムを否定し、機動力と機動性を向上させた1,500人 - 2,500人から成る3 - 4個大隊編成の自動車化狙撃旅団を作戦単位とした。
ナゴルノ・カラバフ地方を実効支配するアルメニア人政権、アルツァフ共和国の国防軍であるナゴルノ・カラバフ国防軍とは積極的に人事交流を行っていた。

### 2020年代
2020年代にはアゼルバイジャンとアルツァフ共和国間で2020年ナゴルノ・カラバフ紛争、2023年ナゴルノ・カラバフ衝突などの軍事衝突が起こり、アルメニアとの間でも2022年アゼルバイジャン・アルメニア軍事衝突が発生した。アルメニアは2020年ナゴルノ・カラバフ紛争での停戦合意を仲介したロシアがアゼルバイジャンに合意を順守させることができないことに不満を抱いているとされ、2023年にはロシアが発表したアルメニア国内でのCSTO合同演習の実施を否定し、結局ベラルーシで実施されることになった演習にも兵士を派遣しなかった。同じ月には、首都近郊でアメリカ軍との合同演習も実施している。

## 組織

### 三軍
アルメニア共和国軍は、陸軍、空軍及び防空軍の二軍種から成る。
- アルメニア陸軍
- アルメニア空軍及び防空軍

### 統制機構
- アルメニア国防省
  - アルメニア共和国軍参謀本部

## 徴兵制度
アルメニア共和国軍は徴兵制と志願制を施行している。徴兵された者は、18か月間、部隊で現役勤務を行う。契約締結者（志願者）は、3年 - 15年勤務する。
2008年現在、当面の動員能力は、約3万2千人で、15～59歳までの兵役対象者は約35万人である。

## 教育制度
ソビエト連邦の崩壊当時、アルメニアは、他のCIS諸国と異なり、国内に1校の高等軍事教育施設も存在しなかった。旧ソ連軍では、アルメニア人将校の数は、ロシア人、ウクライナ人及びベラルーシ人に次いでいたが、その極一部（総数の5～7％）しかアルメニアに帰国しなかった。将校不足問題は、予備役と退役者の現役召集により解決された。その後、1993年 - 1994年の間、軍事幼年学校、飛行技術学校、年次将校課程（大学生）、ワズゲン・サクリシャン名称高等多兵科軍事大学を含む独自の教育制度が整備された。将校要員は、ロシアとギリシアの高等軍事教育施設でも教育を受けている。